# The Karelian Isthmus
The Karelian Isthmus – debiutancki album fińskiego zespołu deathmetalowego Amorphis, wydany w listopadzie 1992 roku przez wytwórnię Relapse Records.
Chociaż tytuł albumu pochodzi od Przesmyku Karelskiego, na którym rozgrywała się tzw. wojna zimowa, zaś teksty piosenek skupiają się wokół charakterystycznych dla zespołu nawiązań do historii fińskich działań zbrojnych i religii, to jednak twórcy zaczerpnęli więcej z celtyckiej mitologii niż z późniejszych tradycji własnego narodu. Epicka strona utworów przerywana jest niekiedy okultystycznymi lirycznymi tematami (w utworach "Pilgrimage", "Misery Path" i "Black Embrace").
Album został ponownie wydany w 2003 roku z utworami dodatkowymi będącymi piosenkami z minialbumu Privilage of Evil.

## Twórcy
- Tomi Koivusaari – śpiew, gitara, sześciostrunowa gitara akustyczna
- Esa Holopainen – gitara, dwunastostrunowa gitara akustyczna
- Olli-Pekka Laine – gitara basowa
- Jan Rechberger – perkusja, instrumenty klawiszowe

## Lista utworów
1. "Karelia" (Holopainen, Koivusaari) – 0:44
2. "The Gathering" (Holopainen, Koivusaari) – 4:13
3. "Grail's Mysteries" (Holopainen) – 3:02
4. "Warriors Trial" (Holopainen, Koivusaari) – 5:04
5. "Black Embrace" (Holopainen, Koivusaari, Rechberger) – 3:39
6. "Exile of the Sons of Uisliu" (Holopainen) – 3:44
7. "The Lost Name of God" (Holopainen, Koivusaari, Rechberger) – 5:32
8. "The Pilgrimage" (Holopainen, Koivusaari) – 4:38
9. "Misery Path" (Holopainen, Koivusaari, Rechberger) – 4:19
10. "Sign from the North Side" (Holopainen, Koivusaari, Laine) – 4:54
11. "Vulgar Necrolatry" (Ahlroth, Koivusaari) – 4:22
12. "Pilgrimage from Darkness" (*) – 4:32
13. "Black Embrace" (*) – 3:25
14. "Privilege of Evil" (*) – 3:50
15. "Misery Path" (*) – 4:17
16. "Vulgar Necrolatry" (*) – 3:58
17. "Excursing from Existence" (*) – 3:06

- (*) utwory zawarte w reedycji albumu z 2003 roku